# Campofranco
Campofranco es un municipio italiano de 3.631 habitantes. Su superficie es de 35 km². Su densidad es de 104 hab/km². Forma parte de la región de Sicilia. Está situada en la provincia de Caltanissetta. Las comunas limítrofes son Aragona (AG), Casteltermini (AG), Grotte (AG), Milena, y Sutera|.

## Evolución demográfica
| Gráfica de evolución demográfica de Campofranco entre 1861 y 2001 |
|                                                                   |
| Fuente ISTAT - elaboración gráfica de Wikipedia                   |

## Monumentos y lugares de interés
Arquitectura
- Iglesia madre
- Iglesia de S. Francesco, llamada de San Calogero
- Iglesia dell'Itria
- Iglesia de S. Rita

Reserva Natural del Monte Conca
- Datos: Q477423
- Multimedia: Campofranco / Q477423

1. ↑  Worldpostalcodes.org, código postal n.º 93010.
2. ↑  «Codici Catastali». Comuni-italiani.it (en italiano). Consultado el 29 de abril de 2017.